# Illustrierte österreichische Alpenzeitung für Tirol, Vorarlberg, Salzburg, Oberösterreich, Steiermark, Kärnten, Krain u. d. Occupationsgebiet
Die Illustrierte österreichische Alpenzeitung für Tirol, Vorarlberg, Salzburg, Oberösterreich, Steiermark, Kärnten, Krain u. d. Occupationsgebiet war eine österreichische Monatszeitschrift, die von 1903 bis 1908 in Graz und Leoben erschien. Vorgänger der Illustrierten österreichischen Alpenzeitung war die Illustrierte Fremdenzeitung für Steiermark, Kärnten und Krain, ihr Nachfolger die Zeitschrift Reise und Sport.